# Mariel (Cuba)
Pour les articles homonymes, voir Mariel.
Mariel est une municipalité de la province d'Artemisa, à Cuba. Son nom désigne aussi la baie et le port.
Le port de Mariel, le plus important port à conteneur de Cuba, a été créé au début du XXe siècle pour s'adapter au trafic des grands navires. Le port est relié à La Havane par une autoroute (Carretera panamericana) qui longe la côte nord.

## Géographie

### Situation
Mariel se trouve dans la partie occidentale de l'île de Cuba, au centre-nord de la province d'Artemisa, à 53 km sud-ouest de La Havane et 24 km nord de sa capitale de province Artemisa.

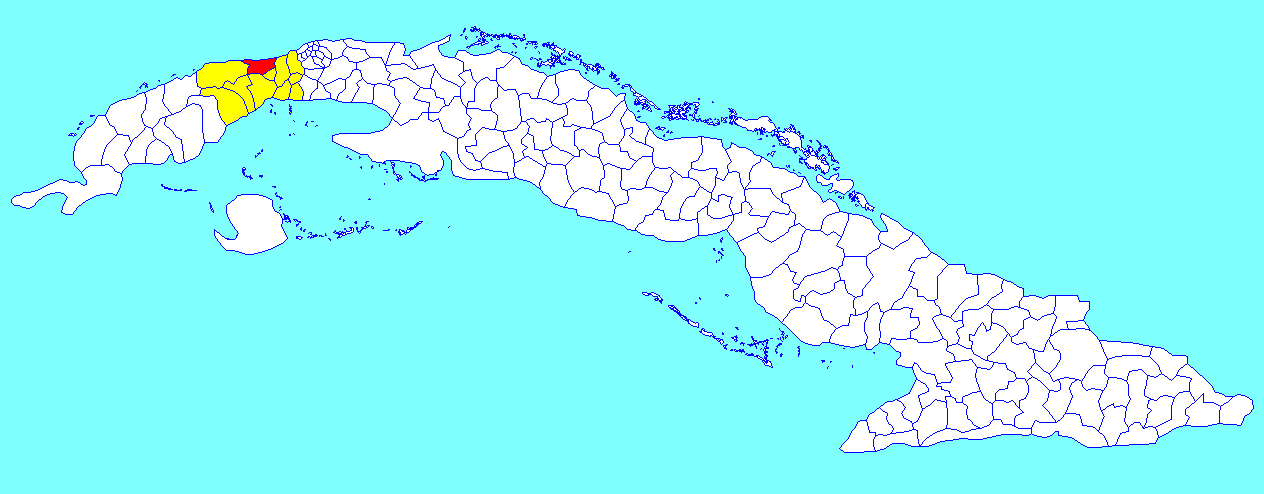
Municipalité de Mariel dans la province d'Artemisa

### Divisions administratives

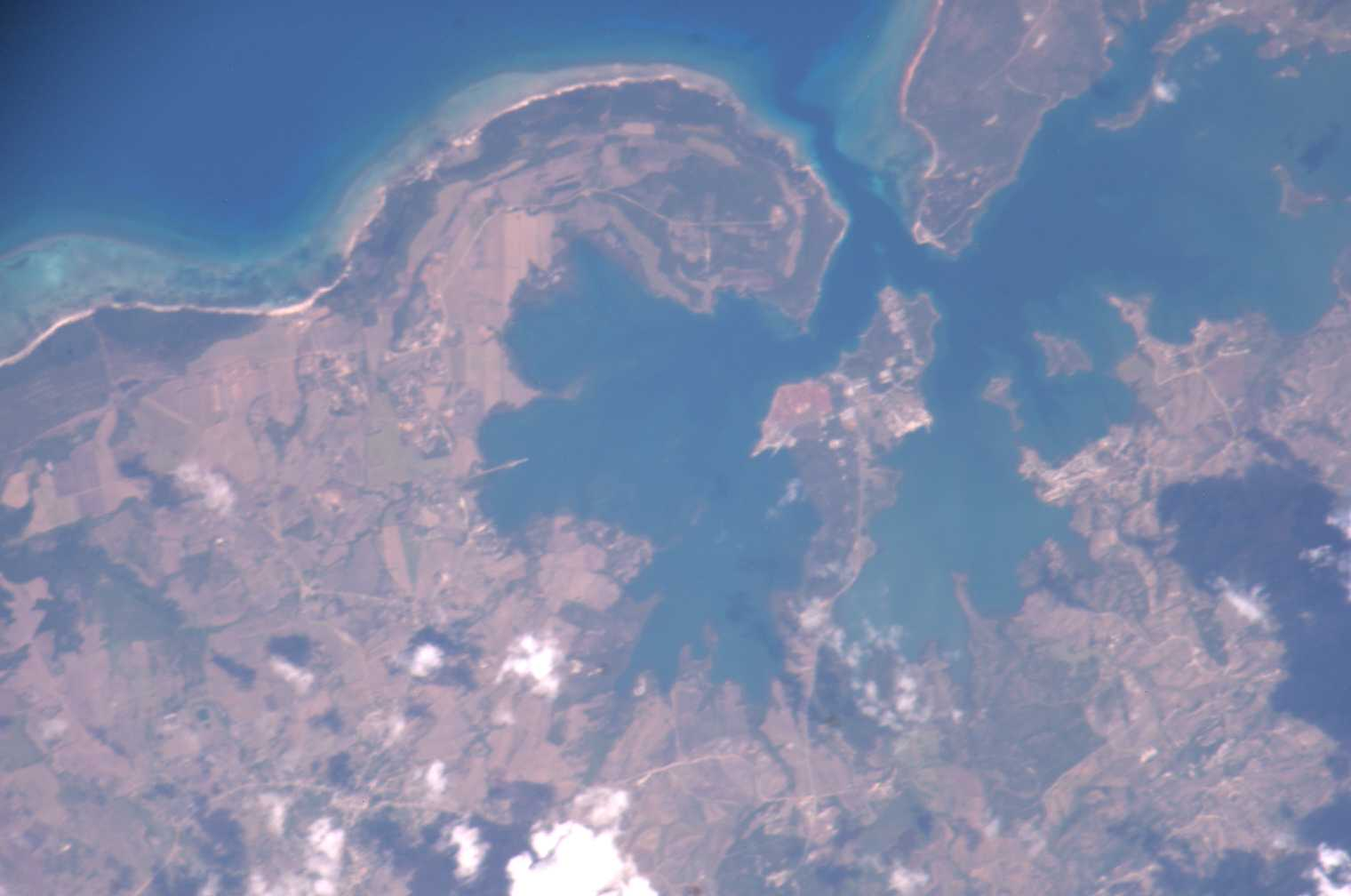
Baie de Cabañas

La municipalité a cinq consejos populares :
- Boca - Mojica - Henequé
- Mariel
- Zaya - Sabana - Ingénito
- Quiebra Hacha
- Cabañas (en)

S'y trouvent aussi les localités suivantes :  	
Angosta, La Conchita, Los Congos, Dominica, Dos Hermanos, Josefina, Leyva, Las Mangas, El Martillo, Miranda, Nodarse, Nuevo Mariel, La Plata, Río Hondo, Sandino, San Jacinto, Santa Bárbara, Santa Isabel, Tinaja, Vista del Mar.

## Population
En 2022, la population était estimée à 44 461 habitants ; pour une surface de 270,9 km2, la densité de population est de 164,1/km².